# Fraunhofer-Institut für Intelligente Analyse- und Informationssysteme
Das Fraunhofer-Institut für Intelligente Analyse- und Informationssysteme IAIS mit Sitz in Sankt Augustin bei Bonn sowie Standorten in Dresden und Heilbronn gehört zu den führenden Institutionen für angewandte Forschung auf den Gebieten Künstliche Intelligenz (KI), Maschinelles Lernen und Generative KI in Deutschland und Europa.

## Geschichte
Die Entstehung geht im Wesentlichen auf das ehemalige Institut Autonome Intelligente Systeme AIS der Gesellschaft für Mathematik und Datenverarbeitung GmbH (GMD) zurück, das der ehemalige Institutsleiter Thomas Christaller 1998 gründete. Nach der Fusion der GMD mit der Fraunhofer-Gesellschaft im Juli 2001 wurden alle GMD-Institute am Standort Schloss Birlinghoven Teil der Fraunhofer-Gesellschaft. Im Juli 2006 schlossen sich die Institute AIS und IMK (Fraunhofer-Institut für Medienkommunikation) zum neuen Institut IAIS zusammen.

## Forschung
Mit ihren Forschungsaktivitäten schaffen die Wissenschaftler am Fraunhofer IAIS die Voraussetzung für die Entwicklung intelligenter Systeme zur Datenanalyse und Informationserschließung. In vielseitigen Auftragsforschungsprojekten entwickeln die Informatiker, Data Scientists und IT-Berater des Instituts gemeinsam Lösungen, die Organisationen aus Wirtschaft, Industrie und öffentlichem Sektor durch die ganzheitliche Analyse und Verknüpfung von großen Datenbeständen (Big Data) und Technologien der Künstlichen Intelligenz beim Informationsmanagement, der Entscheidungsfindung und der Prozessoptimierung helfen. Dabei kommen unter anderem Techniken des Data Mining, der Mustererkennung und des Maschinellen Lernens zum Einsatz. Zur Optimierung von Unternehmens- und Sicherheitsprozessen werden flexible Prozessmodelle eingesetzt, die umfassende Analysen ermöglichen und den Geschäftserfolg von Unternehmen und Organisationen steigern.
Kernkompetenzen und Forschungsschwerpunkte des Fraunhofer IAIS sind:
- Cognitive Perception: Die Erkennung und Analyse von Sprache, Audiosignalen, Bildern, Videos und Dokumenten mittels KI bilden den Schwerpunkt der Forschungsarbeit im Bereich Cognitive Perception.[3]
- Big Data Infrastructures: Die Entwicklung geschützter Datenräume und Container-Technologien, um den Zugang zu KI zu erleichtern und einen fairen und sicheren Datenaustausch zu fördern.[4]
- Machine Learning (Maschinelles Lernen): Seit vielen Jahren gehört das Fraunhofer IAIS zur Spitzenforschung in der angewandten ML-Forschung. Der Schwerpunkt liegt auf modularem Maschinellen Lernen, das sowohl von Daten als auch von Wissen getrieben wird. Das Fraunhofer IAIS entwickelt menschenorientierte, nachvollziehbare und vertrauenswürdige Lösungen.[5]
- System Modeling: Systemmodellierung ist Teil der Systemtheorie und beschäftigt sich mit den Konstruktionsprinzipien von künstlichen und natürlichen Systemen. Sie findet praktische Anwendung im Bereich des Entwurfs von technischen und betriebswirtschaftlichen Systemen. Das Fraunhofer IAIS stützt sich auf die eigens entwickelte Theorie humanzentrischer Systemmodelle (NES = Natural-Engineered-and-Slipped), die insbesondere Menschen als Systemkomponenten berücksichtigt.[6]
- Visual Analytics: Algorithmische Wissenserschließung („Knowledge Discovery“) aus Datenbanken und (deren) explorative Visualisierungen, um Modelle zur Entscheidungsunterstützung und Vorhersage zu erzeugen.

Das Fraunhofer IAIS entwickelt zudem Strategien, Technologien und Lösungen für Unternehmen, Behörden und Organisationen entlang der gesamten Wertschöpfungskette.

## Infrastruktur
Das Institut hat rund 350 Mitarbeiter (Wissenschaftler, Doktorand, Hilfskräfte) der Fachrichtungen Informatik, Mathematik, Naturwissenschaft und Ingenieurwissenschaft sowie Verwaltungsangestellte.
Im Jahr 2017 betrug der Betriebshaushalt des Instituts 18,57 Millionen Euro. Als Institut der Fraunhofer-Gesellschaft erwirtschaftet das Fraunhofer IAIS einen Großteil seiner Erträge mit Forschungs- und Entwicklungsaufträgen aus der Wirtschaft sowie mit öffentlich finanzierten Forschungsprojekten auf Landes-, Bundes- und EU-Ebene. Ergänzt wird das jährliche Forschungsvolumen durch rund 30 Prozent Grundfinanzierung von Bund und Ländern.
Geleitet wird das Fraunhofer IAIS von Stefan Wrobel, Professor der Informatik an der Universität Bonn (Lehrstuhl Intelligent Analysis and Information Systems), und Marta Kreuzová (Verwaltungsleiterin). Stellvertretender Institutsleiter ist Dirk Hecker, Geschäftsführer der Fraunhofer-Allianz Big Data und Künstliche Intelligenz.

## Kooperationen und Forschungsnetzwerk
Das Fraunhofer IAIS pflegt intensive Kooperationen in Forschung und Lehre mit der Universität Bonn, der Universität Siegen und dem Bonn-Aachen International Center for Information Technology (b-it).
Als einer von vier Partnern betreibt das Fraunhofer IAIS KI-Forschung im Lamarr-Institut für Maschinelles Lernen und Künstliche Intelligenz. Der direkten Transfer der Forschungsergebnisse, insbesondere in mittelständische Unternehmen, erfolgt unter anderem über die Leitung der Plattform KI.NRW. Das Fraunhofer IAIS koordiniert als geschäftsführendes Institut die aus Fraunhofer-Instituten bestehende Fraunhofer-Allianz Big Data und Künstliche Intelligenz. Im Fraunhofer Forschungs- und Innovationszentrum Hybride Künstliche Intelligenz in Heilbronn entwickelt das Fraunhofer IAIS selbstlernende intelligente Agenten und im Fraunhofer-Kompetenzzentrum Quantum KI wird Machine Learning auf Quantencomputern erprobt.
Das Fraunhofer IAIS engagiert sich zudem in nationalen und europäischen Initiativen zur Förderung der digitalen Souveränität Europas, der Anwendung von KI sowie in KI-Bildungsprojekten: In Projekten wie Trust LLM und OpenEuroLLM werden große Sprachmodelle mit Fokus auf europäische Sprachen erforscht. Mit Projekten wie DeployAI, WestAI und der Jupiter AI Factory wird am Auf- und Ausbau von KI-Infrastrukturen und -Serviceplattformen gearbeitet. In der nationalen Initiative MISSION KI entwickelt und erprobt das Fraunhofer IAIS gemeinsam mit bundesweiten Partnern KI-Qualitäts- und Prüfstandards. Mit der Initiative AI4Schools werden junge Menschen und Lehrkräfte für den verantwortungsvollen Umgang mit KI qualifiziert.

## Auszeichnungen
- 1. Platz bei der Syngenta Crop Challenge 2019: Das Fraunhofer-Forschungszentrum für Maschinelles Lernen und das Exzellenzcluster Phenorob, beide unter Beteiligung des Fraunhofer IAIS, haben mit der Entwicklung einer KI, die Umweltbedingungen in der Landwirtschaft und deren Auswirkung auf das Pflanzenwachstum ermittelt, die Syngenta Crop Challenge gewonnen.[10]
- Das Projekt SPEAKER zum Aufbau einer Sprachassistenzplattform „made in Germany“ wurde beim Innovationswettbewerb „Künstliche Intelligenz als Treiber für volkswirtschaftlich relevante Ökosysteme“ des Bundesministeriums für Wirtschaft und Energie (BMWi) ausgezeichnet.[11]
- Stefan Wrobel wurde 2019 von der Gesellschaft für Informatik als „prägender Kopf der deutschen KI-Geschichte“ ausgezeichnet.[12]
- Deutscher Personalwirtschaftspreis: Für seine Maßnahmen für eine offene und vielseitige Kultur hat das Fraunhofer IAIS den Deutschen Personalwirtschaftspreis (DPP) 2020 erhalten.[13]
- „BestChance“ 2019: Auszeichnung des Fraunhofer IAIS für besonderes Engagement mit wirkungsvollem Beitrag zur Chancengleichheit.[14]